# Emma Danieli
Emma Danieli (* 14. Oktober 1936 in Curtatone; † 21. Juni 1998 in Lugano, Schweiz) war eine italienische Filmschauspielerin.

## Leben
Emma Danieli wurde 1953 mit dem Episodenfilm Wir Frauen in der Filmwelt bekannt. Sie begann ein Schauspiel-Studium an der Schule von Wanda Capodaglio und wurde ab 1954 Fernsehansagerin bei Rai – Radiotelevisione Italiana. In den 1950er und 1960er Jahren war sie in verschiedenen Film- und Fernsehproduktionen zu sehen, so spielte sie 1964 in der Dystopie The Last Man on Earth als „Virginia“ mit. 1974 und 1987 folgte je noch ein weiterer Auftritt.
Danieli starb mit 61 Jahren in Lugano.

## Filmografie (Auswahl)
- 1953: Wir Frauen (Siamo donne) (eine Episode)
- 1955: Piccole donne (Miniserie, 4 Folgen)
- 1961: Die Abenteuer der Totenkopfpiraten (Il terrore dei mari)
- 1964: The Last Man on Earth
- 1965: Herr auf Schloß Brassac (Le tonnerre de Dieu)
- 1965: Der Windhund (Slalom)
- 1966: Die Höllenkatze des Kong-Fu (Le spie amano i fiori)
- 1966: Leise töten die Spione (Le spie uccidono in silenzio)